# Пљачка у Дрездену 2019.
Пљачка у немачком граду Дрездену догодила се 25. новембра 2019, када је украден краљевски накит из музеја Зелени трезор у Дрезденском замку.
Од предмета, украдени су дијамантска звезда пољског Реда белог орла, која је припадала краљу Пољске, копчу за шешир са дијамантом од 16 карата, дијамантску епалету и дијамантни рукав, који садржи девет великих и 770 мањих дијаманата, заједно са корицом. Украдени предмети од велике су културне вредности и сматрају се непроцењивим за савезну немачку државу Саксонију.  
Сматра се да је укупна вредност драгуља једна милијарда евра.